# 阿瑞巴

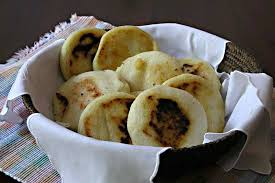
阿瑞巴

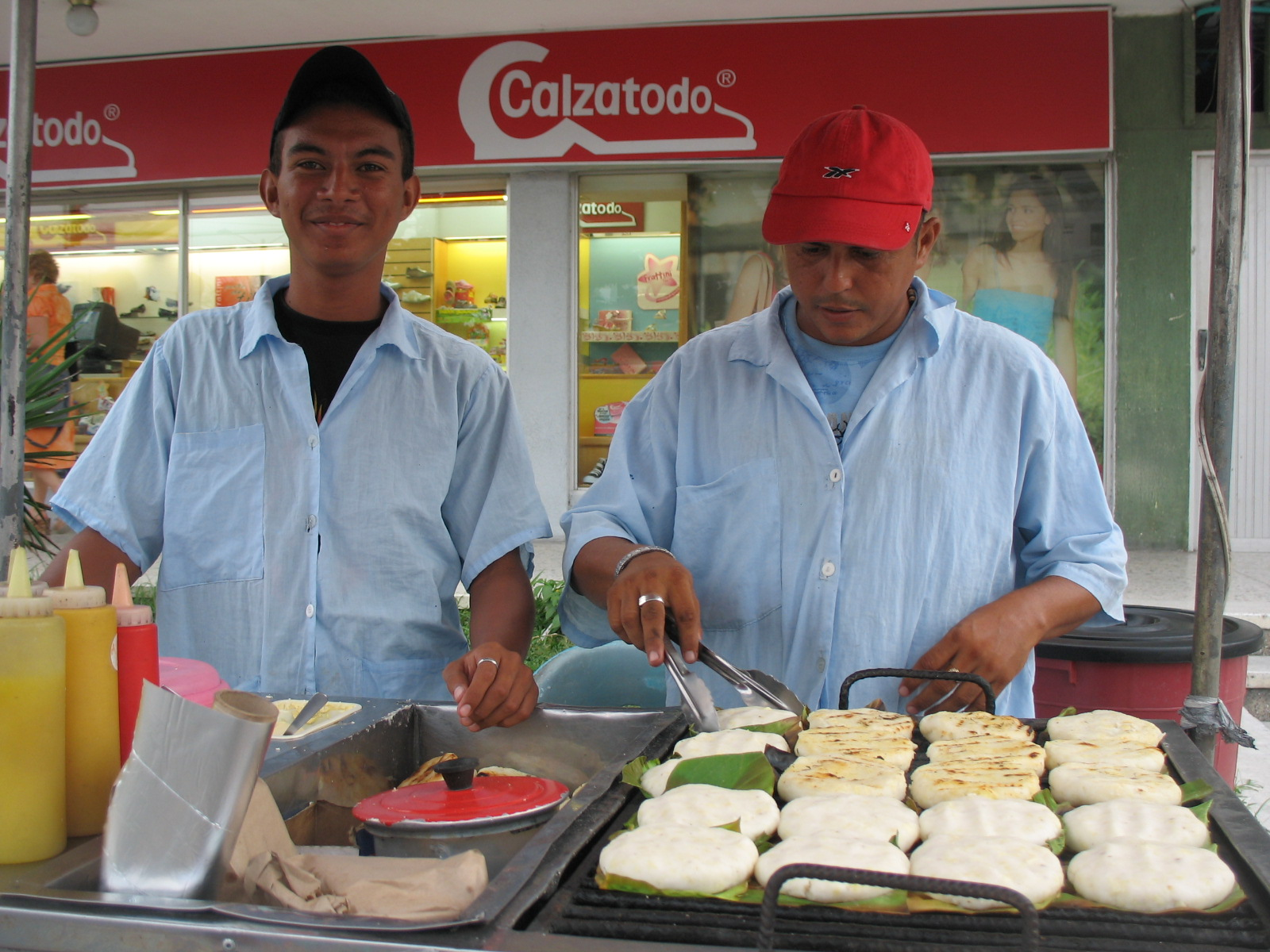
哥倫比亞的阿瑞巴小販

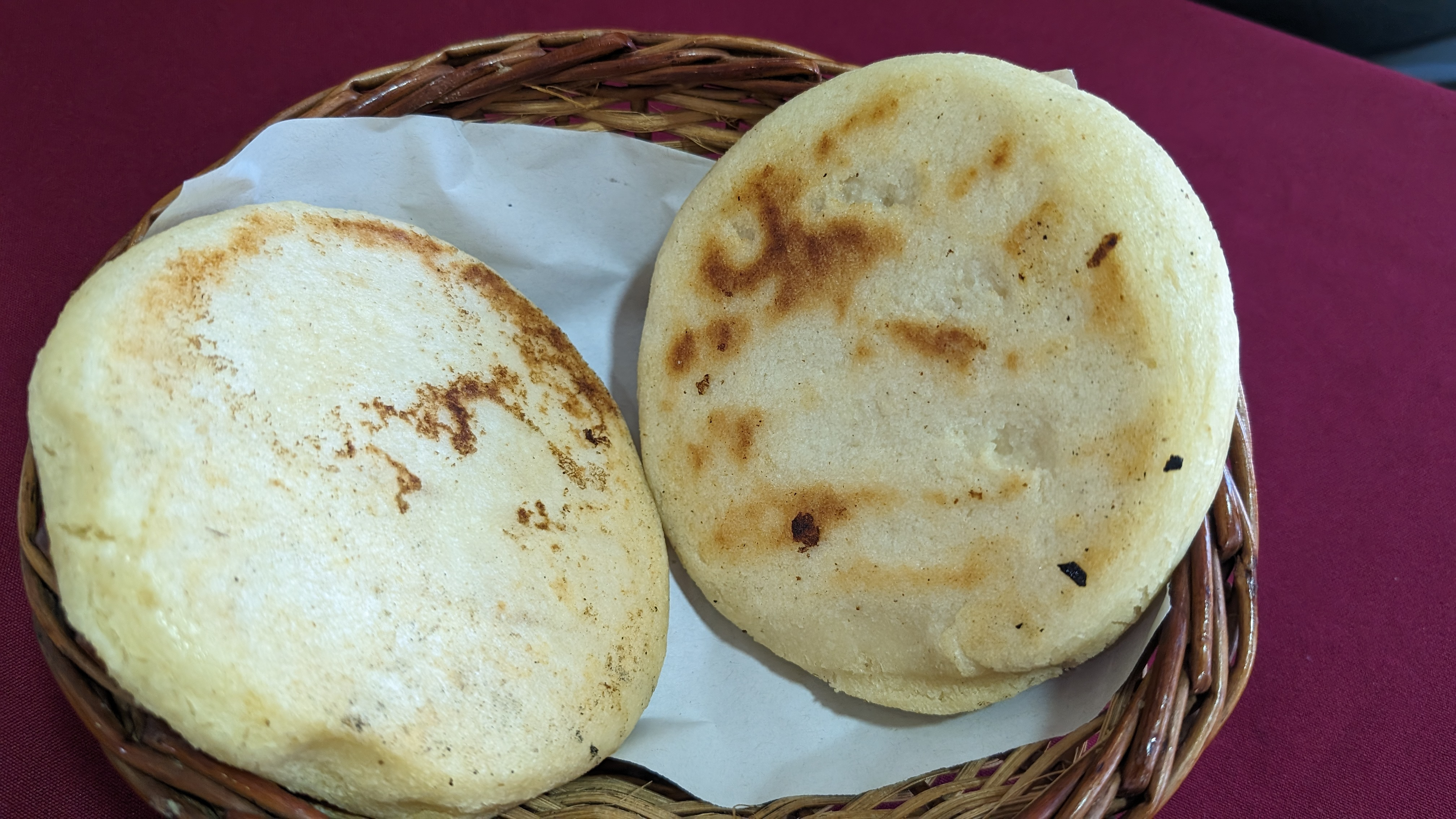

阿瑞巴（Arepa）是哥伦比亚和委内瑞拉的一种玉米饼，在考古遗址中可以找到美洲原住民用于烹饪阿瑞巴的容器，阿瑞巴是殖民时代没有明显变化的食品之一。